# 伊西斯-露易丝·范登布鲁克
伊西斯-露易丝·范登布鲁克（荷蘭語：Isis Louise van den Broek，2005年12月28日—），荷兰女子网球运动员。
范登布鲁克来自乌得勒支省的德里贝尔根，曾在位于多伦的BK网球学院和希爾弗瑟姆的网球学院训练。她于2021年赢得了荷兰青少年室内网球锦标赛冠军。她于2023年从青少年网坛转入职业赛场，并在2023年9月赢得了她的首个成年组冠军，当时她在哈伦站决赛中击败了德国选手伊娃·玛丽·沃拉切克。
2025年6月，她获得外卡得以参加在荷兰斯海尔托亨博斯举行的利贝马公开赛女子单打资格赛。她在首轮击败了乌克兰选手娜迪亚·科尔布，随后三盘击败了同胞选手利安·特兰成功进入正赛。